# Forest City (Karolina Północna)
Forest City – miasto w Stanach Zjednoczonych, w południowo-zachodniej części stanu Karolina Północna, w hrabstwie Rutherford.

## Klimat
Miasto leży w strefie klimatu subtropikalnego, umiarkowanego, łagodnego bez pory suchej i z gorącym latem, należącego według klasyfikacji Köppena do strefy Cfa. Średnia temperatura roczna wynosi 14,8°C, a opady 1259,8 mm (w tym 11,7 cm śniegu). Średnia temperatura najcieplejszego miesiąca - lipca wynosi 25,2°C, natomiast najzimniejszego stycznia 3,8°C. Najwyższa zanotowana temperatura wyniosła 41,7°C, natomiast najniższa -22,2°C. Miesiącem o najwyższych opadach jest marzec o średnich opadach wynoszących 124,5 mm, natomiast najniższe opady są w kwietniu i wynoszą średnio 94,0 mm.